# Fascinace skutečností – hyperrealismus v české malbě
Fascinace skutečností – hyperrealismus v české malbě byla výstava malířů, jejichž tvorba definuje směr hyperrealismus v česku. Výstava se konala v roce 2017 v Muzeu umění v Olomouci a zahrnovala díla od 70. let 20. století až do roku 2017.
K výstavě byla vydána stejnojmenná odborná publikace, kde autory textů jsou:
- Jana Geržová – historička a kritička umění. Působila jako kurátorka Synagógy – Centra súčasného umenia pri Galérii Jána Koniarka v Trnave. V letech 2001-2012 pracovala na Vysoké škole výtvarných umění v Bratislavě. Je šéfredaktorkou časopisu Profil súčasného výtvarného umenia.
- Gordon Graham – profesor filozofie a umění Henry Luce III na Princeton Theological Seminary ve spojených státech amerických. Je mimo jiné také autorem knihy Filozofie umění, která vyšla v mnoha jazycích světa.
- Kenneth G. Hay – emeritní profesor a vedoucí School of Design University of Leeds. Je činným umělcem a kritikem umění.
- Barbora Kundračíková – historička umění. Působí v Muzeu umění Olomouc a vyučuje na katedře Estetiky filozofické fakulty Masarykovy univerzity v Brně.
- Jan Kříž – historik umění, člen a krátce prezident české sekce AICA. Pracoval v Alšově jihočeské galerii, v Československé akademii věd (Ústav dějin umění), V Národní galerii v Praze, Českém muzeu výtvarných umění v Praze a na Akademii výtvarných umění v Praze.
- Martina Vítková – historička umění a kurátorka. Působila v řadě galerií (Galerie moderního umění v Hradci Králové, Muzeum Kampa atd.).[1]

## Seznam vystavených umělců
- Zdeněk Beran
- Zdeněk Daněk
- Bedřich Dlouhý
- Miloš Englberth
- Pavel Holas
- Pavel Holý
- Adam Kašpar
- Tomáš Kubík
- Adolf Lachman
- Hynek Martinec
- Jan Mikulka
- Pavel Nešleha
- Michal Ožibko
- Jan Petrov
- Theodor Pištěk
- Daniel Pitín
- Zdeněk Trs
- Jan Uldrych
- Pavel Vašíček
- Vladimír Véla